# Teffé
Der Teffé,  Teffeh, auch das Taffeh, war ein türkisches Gewichtsmaß für Seidenwaren. Das Maß richtete sich nicht nach dem Handelsgewicht, sondern nach dem Gold- und Silbergewicht. Der Cheky wurde mit 100 Drammen/Drachmen oder 1600 Kara gerechnet und sein Gewicht in Smyrna war 320 ⅞ Gramm, was etwa 6400 Grän entsprach.
- Konstantinopel 1 Teffé = 6 Cheky/Tscherky/Chequi = 600 Drachmen = 1917,75 Gramm (Smyrna 1925,25 Gramm[1])

Nach anderen Quellen 1 Teffé = 610 Dramm = 1,954 Kilogramm
Das Teffeh war ein Maß für Seide aus Brussa, jetzt Bursa. Seiden, wie persische, verkaufte man in Bursa nach der Oka. So galt ein Batman zu sechs Oken, was einem Gewicht von 7,68622 Kilogramm entsprach.
Dramm, das Gold-, Silber-, Münz-, Edelstein- und Medizinalgewicht, in der Türkei hatte früher 1/400 Oka und wog etwa 3,203 Gramm